# حزب الفهود السود

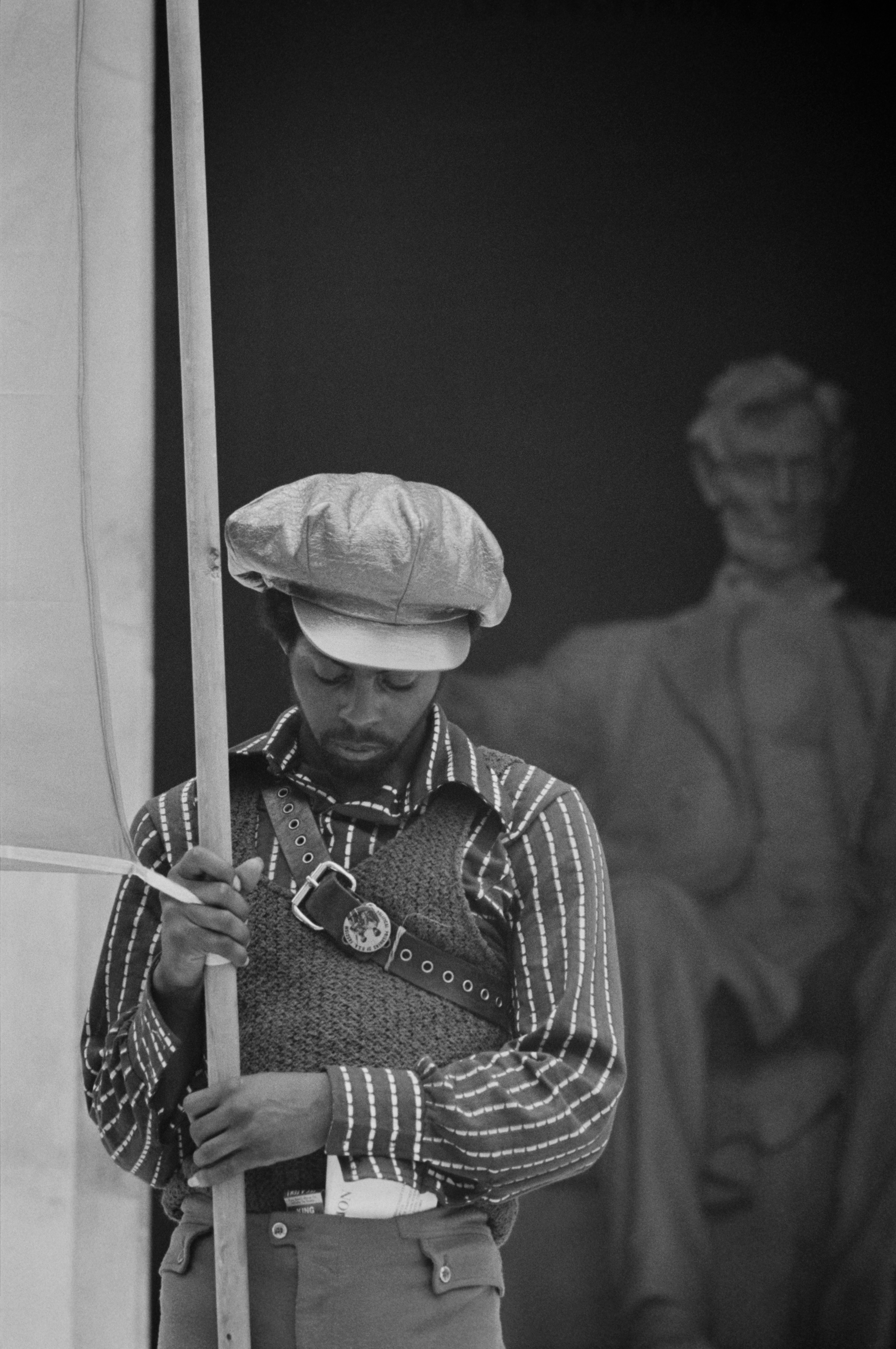
صورة من مؤتمر الفهود السود بجانب نصب لنكولن التذكاري في واشنطن العاصمة بتاريخ 19 يونيو عام 1970.

النمور السود أو الفهود السود (بالإنجليزية: Black panther)‏ حركة حقوقية لسود الولايات المتحدة نشأت بعد مقتل مالكوم إكس وما عقبه من توترات راح ضحيتها أكثر من 300 مواطن أسود مما جعل جماعات سوداء تؤسس ما يسمى بمنظمة النمور السود للدفاع عنهم. وقد كانت المنظمة تحمل السلاح ولا تنبذ العنف ودخلت في اشتبكات عديدة مع الشرطة مما جعل الكثير يصنفها كإرهابية آنذاك. ومن مناضليها أفني شاكور ام المغني الأمريكي الشهير توباك شاكور.[بحاجة لمصدر]

## الأصول
عملت موجة الهجرة الكبرى الثانية للعائلات الأمريكية من ذوي الأصول الأفريقية من ولايات الجنوب الأمريكي خلال الحرب العالمية الثانية على تغيير أوكلاند بولاية كاليفورنيا وغيرها من مدن شمال وغربي البلاد. وواجه جيل جديد من الشبان السود ظروفاً وأوضاعاً جديدة تحت وطأة الفقر والعنصرية لم يعهدها أهاليهم، وسعى هذا الجيل نحو تطوير صور سياسية جديدة لمعالجة هذه التحديات. تألفت عضوية حزب الفهود السود من «المهاجرين الجدد من العائلات التي سافرت صوب شمال وغرب الولايات المتحدة هرباً من النظام العرقي في الجنوب وانتهى الأمر بمواجهتهم لصورٍ جديدة من القمع والفصل». استطاعت حركة الحقوق المدنية مع حلول مطلع ستينيات القرن العشرين إلغاء وتفكيك نظام قوانين جيم كرو القائم على التبعية الطبقية العرقية، ولجأت حركة الحقوق بغية تحقيق أهدافها إلى تكتيات العصيان المدني السلمي وطالبت بمنح حقوق المواطنة الكاملة للأمريكيين السود. أما في مدن شمال وغرب البلاد فلم تطرأ أي تغيرات على الحالة المعهودة. ومع اجتذاب وظائف فترة الحرب لقسمٍ كبير من هجرة السود «هرباً إلى الضواحي مع السكان البيض»، فقد تركز السود في الأحياء الفقيرة الحضرية وصاحب ذلك انتشار نسب البطالة العالية والمساكن الرديئة، وهو ما حرمهم من فرص التعليم الجامعي الجيد والتمثيل السياسي كما وأبعدهم عن الطبقة الوسطى. وكانت أقسام الشرطة بغالبيتها الساحقة من البيض. ففقط 16 شخصاً من أصل 661 شرطي كانوا من أصولٍ أفريقية في أوكلاند عام 1966. وبذلك شكلوا نسبة 2.5% من قوة الشرطة في المدينة آنذاك.
عجزت سبل الحقوق المدنية عن تدارك هذه الظروف وتراجع زخم المنظمات التي «قادت معظم العصيان المدني السلمي» على غرار «لجنة التنسيق الطلابية اللاعنفية» (SNCC) ومنظمة «مؤتمر المساواة العرقية» (CORE). وظهر بحلول عام 1966 تنظيم تألف بمعظمه من شبان مدن سود يدعى «تخمّر القوة السوداء»، وطرح هذا التنظيم سؤالا حول حركة الحقوق المدنية ألا وهو: «كيف بمقدور السود في أمريكا نيل سلطة سياسية واقتصادية وليس حقوق مواطنة رسمية وحسب؟». استطاع الشبان السود في أوكلاند وغيرها من المدن تشكيل منظمات سياسية وجماعات دراسية ونشأ حزب الفهود السود من وحي التنظيمات.
أسس هيوي بيرسي نيوتن وبوبي سيل حزب الفهود السود خلال أواخر شهر أكتوبر من عام 1966 (وكان اسمه الأصلي «حزب الفهود السود للدفاع عن النفس»).

## وصلات خارجية
- مشروع سياتل لتاريخ وذكرى حزب الفهود السود - أكبر مجموعة من المواد حول أي فصل من الفصول. (بالإنجليزية)
- تسجيلات صوتية من جامعة كاليفورنيا في بركلي حول الفعّالية الاجتماعية: حزب الفهود السود (بالإنجليزية)